# 阿卢塔古塞
阿卢塔古塞是爱沙尼亚東維魯縣的一个乡村型市镇，位于佩普西湖（楚德湖）的北岸。行政中心为伊薩庫小镇。市镇面积为1459平方公里，人口数量4712人（2021年）。

## 行政管理
2017年爱沙尼亚行政改革后，原阿拉約埃、伊薩庫、伊盧卡、梅埃塔古塞及圖杜林納五个市镇合并成立为阿卢塔古塞市镇。
阿卢塔古塞市镇包括伊薩庫、梅埃塔古塞和圖杜林納三个小镇以及72个村庄。